# Nanjangud Shivananju Manju
Nanjangud Shivananju Manju (Mysore, India, 9 de mayo de 1984) es un exfutbolista de la India que jugaba en la posición de defensa.

## Carrera

### Club
| Periodo   | Club               |
| --------- | ------------------ |
| 2003-2004 | HAL SC             |
| 2004–2007 | Mahindra United    |
| 2007–2010 | Mohun Bagan        |
| 2011–2012 | United Sikkim      |
| 2012      | → Pune FC (cedido) |
| 2013–2016 | Bengaluru FC       |

### Selección nacional
Jugó para India en 25 ocasiones de 2005 a 2011 y anotó dos goles; participó en los Juegos Asiáticos de 2006 y la Copa Asiática 2011.

## Logros

### Club
- I-League (2): 2013-14, 2015-16
- Liga Nacional India (1): 2005-06
- Copa Federación de la India (3): 2005, 2009, 2015
- IFA Sheld (1): 2006

### Selección nacional
- SAFF Championship (1): 2005
- Copa Nehru (2): 2007, 2009

### Individual
- Futbolista indio del año en 2009.

## Estadísticas

### Goles con selección nacional
| No | Fecha      | Sede                                                      | Rival          | Marcador | Resultado | Torneo                                        |
| -- | ---------- | --------------------------------------------------------- | -------------- | -------- | --------- | --------------------------------------------- |
| 1. | 14-12-2005 | Peoples Football Stadium, Karachi, Pakistán               | Maldivas       | 1–0      | 1–0       | 2005 South Asian Football Federation Gold Cup |
| 2. | 6-9-2006   | Prince Abdullah Al Faisal Stadium, Jeddah, Arabia Saudita | Arabia Saudita | 1–0      | 1–7       | Clasificación para la Copa Asiática 2007      |